# Attore pornografico

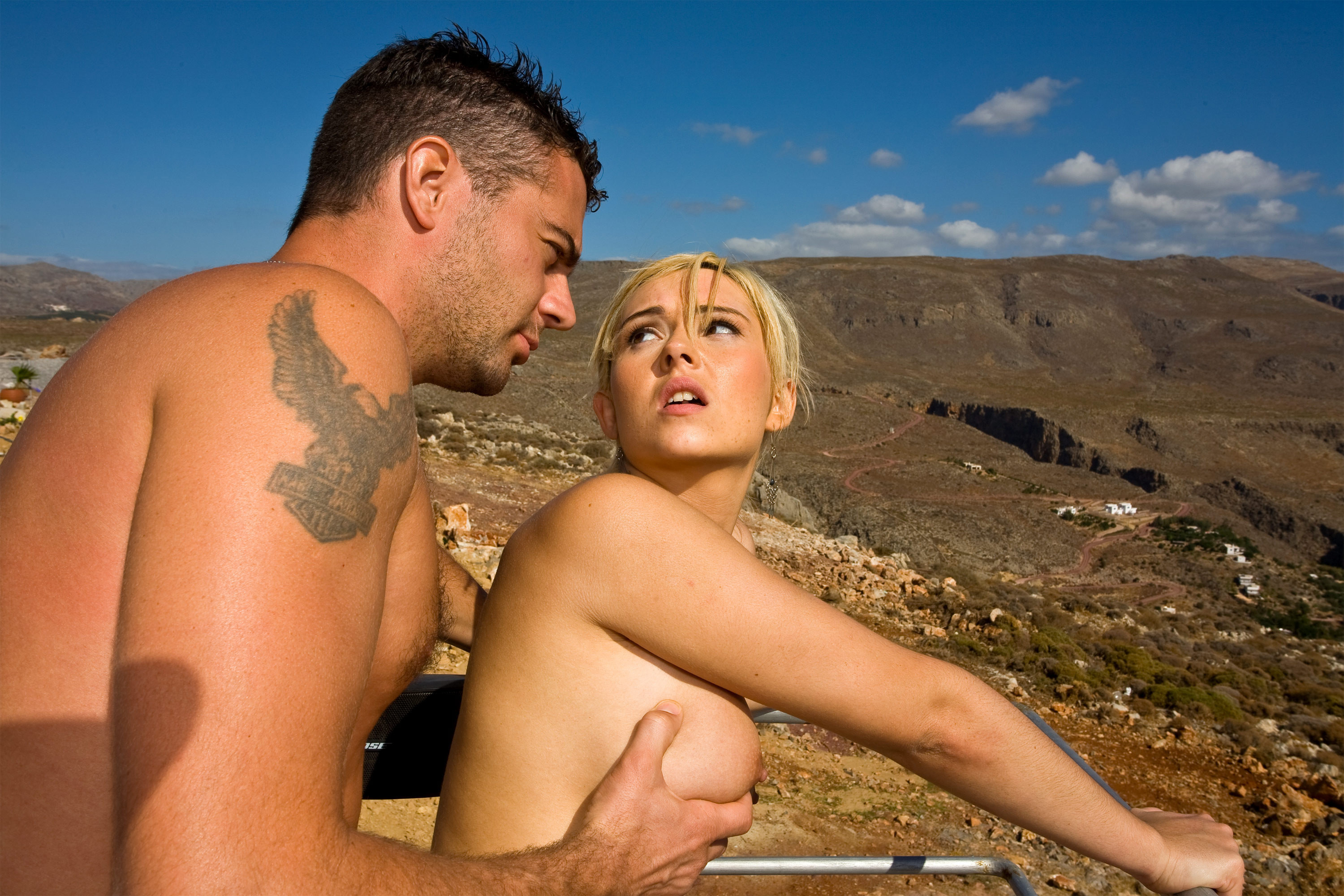
Gli attori Phil Hollyday e Angela Summers in una scena di Montre-moi du rose, 2009

L'attore pornografico è una persona che recita in spettacoli o film con sceneggiature contenenti azioni o immagini collegate con l'erotismo e la sessualità. Ci si riferisce a pornodivo ovvero a pornostar per indicare gli attori attivi nel settore della pornografia, perlopiù cinematografica, particolarmente celebri. Questi termini sono frutto della crasi delle parole pornografia e divo o star (parola di lingua inglese che significa stella).
L'industria della pornografia negli Stati Uniti è stata la prima a sviluppare il proprio sistema di star del cinema, principalmente per motivi commerciali. In altri paesi, il sistema "a stella" non è comune, con la maggior parte degli attori dilettanti. La maggior parte degli artisti usa uno pseudonimo e si impegna a mantenere l'anonimato fuori dallo schermo. Numerosi personaggi del settore hanno scritto autobiografie. È molto raro che interpreti pornografici si avvicinino con successo all'industria cinematografica tradizionale.
Il numero di attori di film pornografici che hanno lavorato negli Stati Uniti può essere indicato dal numero di attori testati dalla Adult Industry Medical Health Care Foundation (AIM). Quando nel 2011 il suo database di pazienti è trapelato, esso conteneva i dettagli di oltre 12.000 attori pornografici che aveva testato dal 1998. A partire dal 2011, è stato riferito che circa 1.500 artisti lavoravano nella "Porn Valley" in California.

## Storia

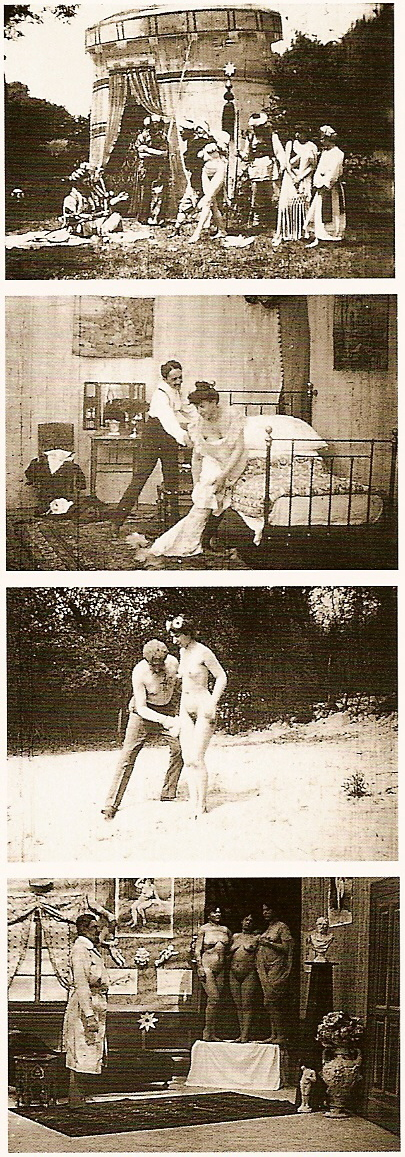
Immagini tratte da vari film di Johann Schwarzer, 1906 circa

La figura dell'interprete pornografico ha iniziato a emergere negli anni 1970 a seguito della legalizzazione in diverse nazioni della pornografia. Linda Lovelace fu una delle prime attrici di genere pornografico a diventare famosa per la sua interpretazione di La vera gola profonda.
In molti casi queste pornodive erano tanto celebrate che i loro nomi divennero familiari anche al pubblico disinteressato alla pornografia. In seguito il mercato del porno ha continuato a crescere e diversificare la propria offerta con la conseguenza che molti pornodivi sono noti solo a un pubblico di nicchia. Tuttavia restano casi di interpreti particolarmente noti al pubblico generale, come Jenna Jameson, nonché in Italia Selen, Éva Henger e Rocco Siffredi. Celebre è il giapponese Ken Shimizu ossia il primatista mondiale con oltre 7.500 film girati e oltre 8.000 attrici copulate sul set. La fama di questi personaggi ha consentito loro di conquistarsi uno spazio nell'ambiente dello spettacolo anche dopo aver abbandonato il porno.

## Pornodive

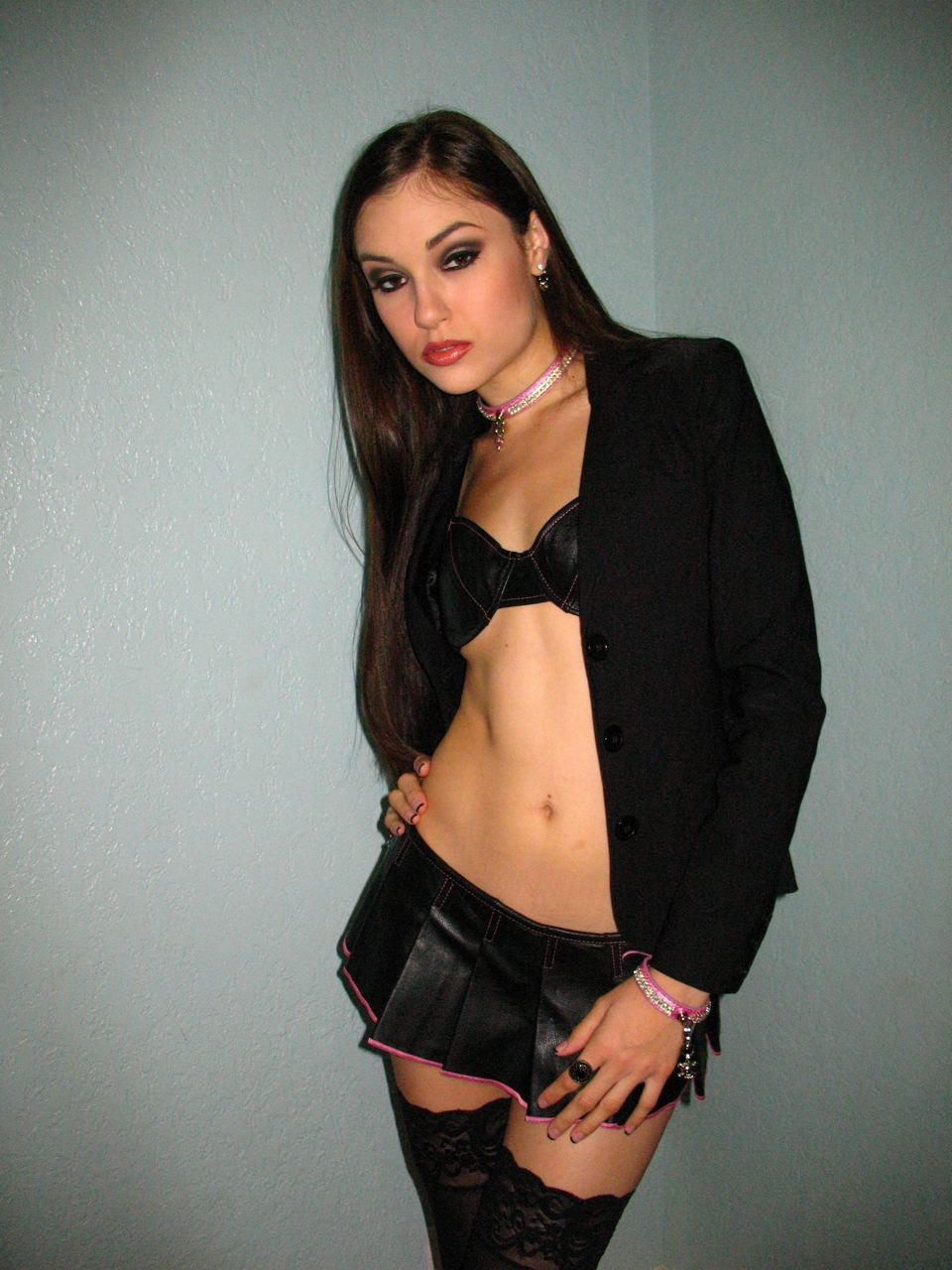
L'ex attrice pornografica Sasha Grey: durante il corso della sua carriera ha vinto 15 premi tra il 2007 e il 2010

Per motivi commerciali i cineasti si attivano nella ricerca di belle donne procaci, formose e atletiche in grado di attirare il pubblico maschile, e ai pornoattori richiedono prestanza sia sessuale che estetica, anche per il genere destinato a un pubblico di uomini eterosessuali. Dopo essere diventate famose in pellicole e video le pornodive di solito lavorano e guadagnano prevalentemente esibendosi in spettacoli erotici dal vivo che comprendono anche rapporti sessuali, almeno nelle nazioni dove ciò è permesso dalla legge.
Le riviste specializzate valutano le pornodive secondo le loro prestazioni in cui sono maggiormente esperte, arrivando a dare veri e propri voti stilando graduatorie. Il pubblico abituale conosce e apprezza determinate protagoniste per la loro abilità nel praticare rapporti sessuali vaginali, sesso anale, sesso orale, masturbazione o sesso di gruppo. Legalmente la carriera di pornoattrice è permessa alle donne che hanno raggiunto la maggiore età, ossia sedici o diciotto anni relativamente alle diverse nazioni.

### Le pornodive nell'opinione pubblica
Le donne che intraprendono una carriera da pornoattrice sono criticate da diversi settori dell'opinione pubblica perché le considerano affini alle prostitute e dannose per l'emancipazione femminile, ma altri pensano esattamente il contrario, ossia che le pornodive e le interpreti di successo siano donne seducenti sessualmente liberate e disinibite che con il proprio lavoro riescono a garantirsi un buon guadagno. Infatti i compensi economici per le pornodive sono in continuo rialzo, pur non essendo minimamente paragonabili a quelli delle dive del cinema tradizionale.
I critici accusano le pornoattrici in generale e le pornodive in particolare di svilire il ruolo della donna a puro oggetto di sfogo sessuale considerando che esse si accoppiano, ostentando godimento, contemporaneamente con gruppi di uomini che le penetrano negli orifizi anatomici eiaculando poi su qualsiasi parte dei loro corpi, volto incluso.
Le pornodive respingono tali accuse dichiarando che si esibiscono in rappresentazioni cinematografiche che seguono semplici criteri di spettacolarità e non vogliono rispecchiare la realtà. Difatti durante molte interviste televisive le pornodive hanno asserito che raramente raggiungono l'orgasmo davanti alle cineprese, ma devono fingere godimento per esigenza del pubblico per lo più maschile. Il dibattito tra opposti punti di vista è sempre alquanto vivace in virtù dell'espressione «comune senso del pudore», usata nella legislazione italiana, che muta in Italia e altrove con il passar degli anni. Si consideri comunque che la pornografia è ancora vietata nella maggioranza delle nazioni e secondo leggi vigenti in alcune di esse le pornoattrici sono, o potrebbero essere, legalmente perseguibili come prostitute e i pornoattori perseguibili come prosseneti ossia lenoni, se non addirittura come prostituti loro stessi.

## Pornodivi

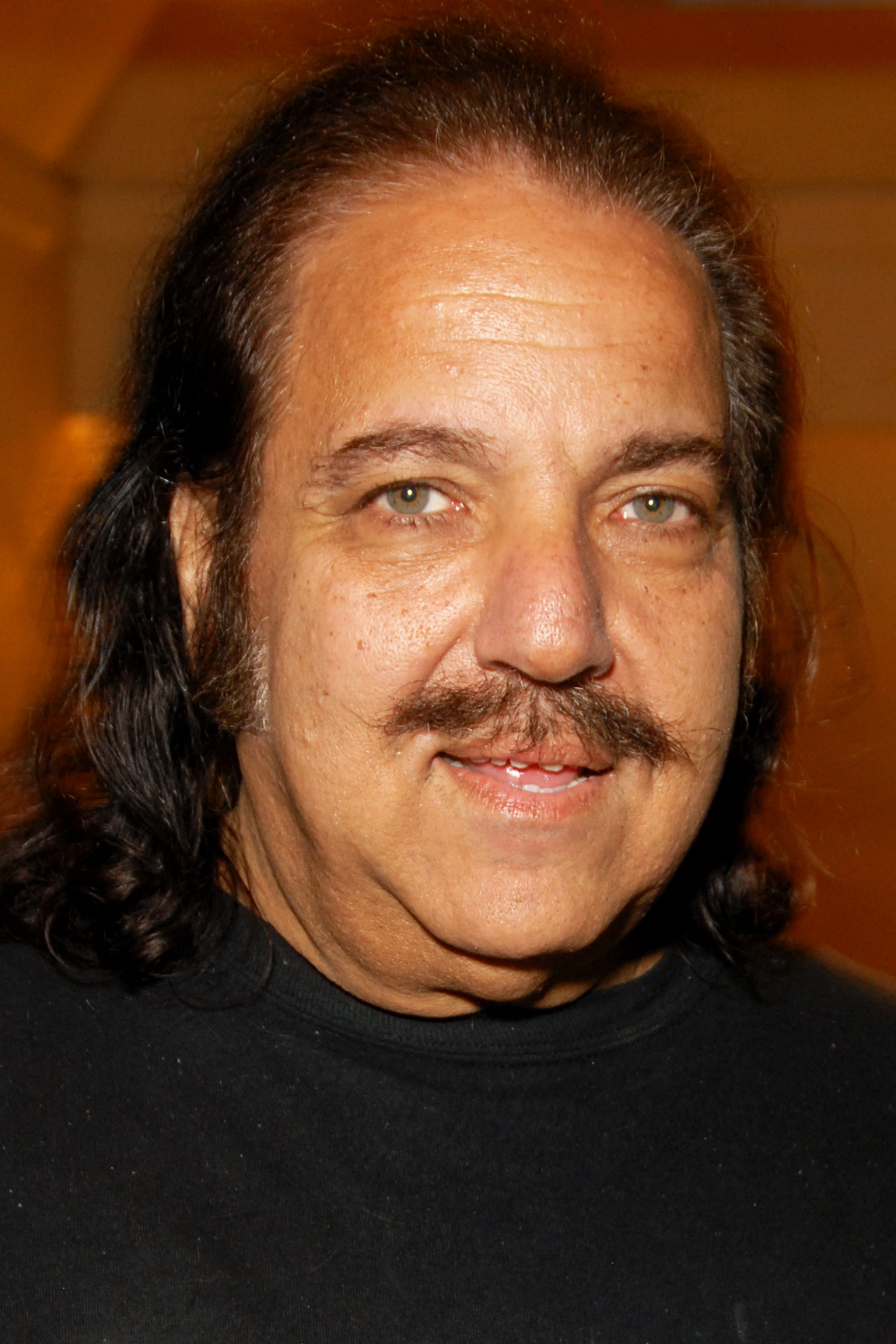
La star del porno Ron Jeremy è stato classificato da AVN al numero uno nella lista delle "100 migliori pornostar di tutti i tempi", ed è citato nel Guinness dei primati per "il maggior numero di apparizioni in film per adulti"

Mentre l'obiettivo principale dei film eterosessuali per adulti sono le donne, selezionate principalmente per il loro aspetto fisico, c'è un'attenzione particolare per gli attori maschi che sono in grado di soddisfare i desideri del pubblico maschile.
Molti attori di sesso maschile nella pornografia eterosessuale sono selezionati soprattutto per le abilità sessuali, vale a dire la capacità di fare tre cose: raggiungere un'erezione mentre si è su un set cinematografico occupato e talvolta pressante, mantenerla durante le riprese e quindi eiaculare al momento giusto. Tuttavia la maggior parte delle eiaculazioni sullo schermo sono artificiali.
In passato, l'incapacità di un attore di mantenere un'erezione o di essere soggetto a eiaculazione precoce avrebbe potuto fare la differenza tra guadagno e perdita economica: se un attore perdeva l'erezione, le riprese erano costrette a fermarsi. Questo problema è stato risolto con l'uso del Viagra, sebbene ciò possa rendere il viso dell'attore notevolmente arrossato, provocargli mal di testa e rendergli difficile l'eiaculazione; inoltre il farmaco impiega circa 45 minuti per avere effetto. Secondo il regista John Stagliano, usare il Viagra significa "perdere anche una dimensione, l'uomo eiacula senza essere eccitato".

## Problema delle malattie infettive
Le malattie sessualmente trasmissibili costituiscono un problema per la salute degli attori pornografici. Per ridurre il più possibile questo rischio le case di produzioni cinematografiche e gli stessi attori prima di effettuare le riprese e per prevenire il rischio di contagio chiedono agli interpreti certificati medici recenti e nominali attestanti l'assenza di malattie trasmissibili sessualmente. Ciononostante malattie ad alta infettività hanno comunque una certa diffusione tra gli attori di film porno: esempio di ciò è l'epidemia di sifilide diffusa dall'attore Mr. Marcus. Ormai quasi assenti sono invece i casi di contagio da HIV.
In passato, quando c'era meno consapevolezza rispetto al problema delle malattie sessualmente trasmissibili e i test diagnostici erano meno accurati (per maggior numero di falsi negativi o periodi finestra più lunghi), i controlli sanitari non erano "obbligatori": sono accaduti molti contagi che hanno coinvolto anche alcuni attori assai famosi. Le morti per AIDS hanno colpito interpreti storici del porno e tra questi pure John Holmes.

## Compensi e guadagni
Gli stipendi per le attrici in genere vanno da $60.000 a $400.000, rispetto a $40.000 per attori maschili. Nel 2017, l'Independent ha riferito che gli stipendi dei migliori attori porno erano tra $300.000 e $400.000. Nel 2011, il manager di Capri Anderson disse: "La maggior parte delle ragazze a contratto guadagna $60.000 all'anno. In un anno, una ragazza a contratto girerà, in media, quattro film e ogni film impiegherà circa due o tre settimane per girare". Ron Jeremy ha commentato gli stipendi degli artisti, affermando nel 2008 che "Una donna guadagna da $100.000 a $250.000 alla fine dell'anno", e nel 2003 che "Le ragazze possono facilmente guadagnare 250.000 all'anno, oltre ai compensi per spettacoli e apparizioni. Il maschio medio guadagna $40.000 all'anno".
Oltre ad apparire nei film, le star del porno spesso fanno soldi con sponsorizzazioni e tasse di apparizione. Ad esempio, nel 2010, alcuni locali notturni stavano pagando stelle del porno femminile e compagni di gioco di Playboy per apparire lì per fare da pareggio al grande pubblico; il Los Angeles Times ha riferito che Jesse Jane è stata pagata tra $5.000 e $10.000 per un'apparizione da un club di Chicago.

## Premi
La prestazione eccezionale degli interpreti pornografici è riconosciuta negli AVN Awards, XRCO Awards e XBIZ Awards. Gli AVN Awards sono premi cinematografici sponsorizzati e presentati dalla rivista americana di settore video per adulti AVN (Adult Video News). Si chiamano "Oscar del porno". Gli AVN Awards sono divisi in quasi 100 categorie, alcune delle quali sono analoghe ai premi del settore offerti in altri generi di film e video, e altri che sono specifici per film e video pornografici e erotici. Gli XRCO Awards vengono assegnati ogni anno dalla X-Rated Critics Organization. I Venus Awards vengono consegnati ogni anno a Berlino nell'ambito della fiera Venus Berlin.

## Media
Con alcune eccezioni notevoli o occasionali, gli attori pornografici non sono generalmente segnalati dai media mainstream. Di conseguenza, sono emerse pubblicazioni specializzate (o riviste specializzate) che servono come fonte di informazioni sull'industria, i suoi rapporti commerciali, le tendenze e le previsioni, nonché il suo personale. Due dei media più importanti sono Adult Video News e X-Rated Business Journal noto come XBIZ. Alcuni artisti hanno anche bloccato i loro account pubblici su piattaforme di social media.
L'Internet Adult Film Database (IAFD) elenca le produzioni cinematografiche per adulti risalenti agli anni settanta, gli attori di quei film e i registi associati.

## Autobiografie
- Moana Pozzi, La filosofia di Moana, Moana's Club, 1991, ISBN non esistente.
- (FR) Raffaëla Anderson, Hard, 2001, ISBN 2-253-15449-0.
- Nathalie Gassel, Muscolature, collana Biblioteca dell'eros, traduzione di M. Martignoni, ES editrice, 2002, ISBN 9788887939071.
- (DE) Gina Wild, Ich, Gina Wild. Enthüllung, 2003.
- (FR) Clara Morgane, Sex Star, 2003.
- (EN) Traci Lords, Traci Lords: Underneath It All, 2003.
- (EN) Jenna Jameson, How to Make Love Like a Porn Star: A Cautionary Tale, 2004.
- (FR) Nina Roberts, J'assume, Scali, maggio 2005, ISBN 2-35012-020-1.
- (DE) Kelly Trump, Porno - Ein star Packt aus, 2005.
- (ES) Celia Blanco, Secretos de una pornostar, 2005.
- Jenna Jameson, Neil Strauss, Vita da pornostar, traduzione di Ira Rubini, 1ª ed., Sonzogno Editore, 2006, ISBN 978-88-454-1306-3.
- Maurizia Paradiso, I travestiti vanno in paradiso, Aliberti, 2007, ISBN 978-88-74-24282-5.
- Ilona Staller, Per amore e per forza, Mondadori, 2007, ISBN 978-88-04-56730-1.
- Michelle Ferrari, Volevo essere Moana, Mondadori, 2007, ISBN 978-88-04-57278-7.
- Rocco Siffredi, Io, Rocco, Edizioni Mondadori, 2008, ISBN 9788804580485.
- Manuela Falorni, E se andassi in paradiso, Edizioni Fandango, 2010, ISBN 9788860441560.
- (EN) Chastity Lynn, Lesbian Adventures: Older Women, Younger Girls, 2013.
- (EN) Gina Gerson, Gina Gerson: Success Through Inner Power and Sexuality, 2019, ISBN 9781592110476.